# Torneo Clausura 2001 (El Salvador)
El Torneo Clausura 2001 fue el sexto torneo corto desde la creación del formato de un campeonato Apertura y Clausura, que se juega en la Primera División de El Salvador. 
El inicio del campeonato se preveía para enero, sin embargo el terremoto del 13 de enero obligó a aplazar el inicio de la campaña para el 3 de febrero. Águila se proclamó campeón por segunda vez consecutiva, siendo la decimotercera vez en su historia, y por tercera ocasión en este tipo de competencia. 

## Formato de competición
El torneo clausura se desarrolla de la misma forma que el torneo de temporada anterior, en dos fases:
- Fase de clasificación: los dieciocho días del campeonato.
- Fase final: los partidos de ida y vuelta que van desde las semifinales hasta la final.

### Fase de clasificación
Durante la fase de clasificación, los diez equipos se enfrentan a los otros nueve equipos dos veces según un calendario elaborado al azar. Los cuatro mejores equipos se clasifican para las semifinales, mientras que el último desciende a la Segunda División .
La clasificación se basa en la escala de puntos clásica (victoria a 3 puntos, empate a 1, derrota a 0). El desempate final se basa en los siguientes criterios:
- El número de puntos.
- La diferencia de goles general.
- El número de goles marcados.

## Equipos participantes

### Equipos por departamento
| Departamento | N.º | Equipos                            |
| ------------ | --- | ---------------------------------- |
| La Unión     | 2   | Atlético Balboa y Municipal Limeño |
| San Salvador | 2   | Alianza, Atlético Marte            |
| San Miguel   | 2   | Águila, Dragón                     |
| Santa Ana    | 1   | FAS                                |
| La Libertad  | 1   | ADET                               |
| Usulután     | 1   | Luis Ángel Firpo                   |
| La Paz       | 1   | San Luis                           |

### Información de los equipos
| Equipo           | Entrenador               | Ciudad             | Estadio                  |
| ---------------- | ------------------------ | ------------------ | ------------------------ |
| ADET             | Juan Quarentone          | Talnique           | Hanz Usko                |
| Águila           | Saúl Rivero              | San Miguel         | Juan Francisco Barraza   |
| Alianza          | Carlos Reyes             | San Salvador       | Cuscatlán                |
| Atlético Balboa  | Óscar Benítez            | La Unión           | Marcelino Imbers         |
| Atlético Marte   | Mauricio Pachín González | San Salvador       | Cuscatlán                |
| Dragón           | Miguel Aguilar           | San Miguel         | Juan Francisco Barraza   |
| FAS              | Garabet Avedissian       | Santa Ana          | Óscar Alberto Quiteño    |
| Luis Ángel Firpo | Julio Escobar            | Usulután           | Sergio Torres Rivera     |
| Municipal Limeño | Alberto Agustín Castillo | Santa Rosa de Lima | Dr. Ramón Flores Berríos |
| San Luis         | Saúl Molina              | San Luis Talpa     | San Luis Talpa           |

## Tabla general
| Pos.                  | Equipos               | PJ  | PG | PE | PP | GF  | GC  | Dif. | Pts. |
| --------------------- | --------------------- | --- | -- | -- | -- | --- | --- | ---- | ---- |
| 1.°                   | FAS                   | 18  | 9  | 5  | 4  | 31  | 14  | +17  | 32   |
| 2.°                   | Águila                | 18  | 9  | 5  | 4  | 28  | 23  | +5   | 32   |
| 3.°                   | Municipal Limeño      | 18  | 9  | 3  | 6  | 31  | 22  | +9   | 30   |
| 4.°                   | Luis Ángel Firpo      | 18  | 6  | 7  | 5  | 21  | 15  | +6   | 25   |
| 5.°                   | Atlético Balboa       | 18  | 6  | 6  | 6  | 28  | 27  | +1   | 24   |
| 6.°                   | Atlético Marte        | 18  | 6  | 5  | 7  | 29  | 33  | -4   | 23   |
| 7.°                   | Alianza               | 18  | 6  | 5  | 7  | 26  | 32  | -6   | 23   |
| 8.°                   | Dragón                | 18  | 4  | 7  | 7  | 17  | 28  | -11  | 19   |
| 9.°                   | ADET                  | 18  | 4  | 6  | 8  | 23  | 27  | -4   | 18   |
| 10.°                  | San Luis              | 18  | 4  | 5  | 9  | 13  | 26  | -13  | 17   |
| Equipos Clausura 2001 | Equipos Clausura 2001 | 180 | 63 | 54 | 63 | 247 | 247 | 0    | 243  |

|  | Líder, clasificado para las semifinales. |
|  | Clasificados para las semifinales.       |
|  | Descendido.                              |

## Fase final
|  | Semifinales                                      | Semifinales                                      | Semifinales                                      | Semifinales                                      | Semifinales                                      |   |    | Final                                  | Final                                  | Final                                  | Final                                  | Final                                  |  |
|  | 10 y 16 de junio (ida) 16 y 21 de junio (vuelta) | 10 y 16 de junio (ida) 16 y 21 de junio (vuelta) | 10 y 16 de junio (ida) 16 y 21 de junio (vuelta) | 10 y 16 de junio (ida) 16 y 21 de junio (vuelta) | 10 y 16 de junio (ida) 16 y 21 de junio (vuelta) |   |    | 24 de junio (ida) 30 de junio (vuelta) | 24 de junio (ida) 30 de junio (vuelta) | 24 de junio (ida) 30 de junio (vuelta) | 24 de junio (ida) 30 de junio (vuelta) | 24 de junio (ida) 30 de junio (vuelta) |  |
|  |                                                  |                                                  |                                                  |                                                  |                                                  |   |    |                                        |                                        |                                        |                                        |                                        |  |
|  |                                                  |                                                  |                                                  |                                                  |                                                  |   |    |                                        |                                        |                                        |                                        |                                        |  |
|  | 1°                                               | FAS                                              | 2                                                | 3                                                | 5                                                |   |    |                                        |                                        |                                        |                                        |                                        |  |
|  | 1°                                               | FAS                                              | 2                                                | 3                                                | 5                                                |   |    |                                        |                                        |                                        |                                        |                                        |  |
|  | 3°                                               | Municipal Limeño                                 | 1                                                | 2                                                | 3                                                |   |    |                                        |                                        |                                        |                                        |                                        |  |
|  | 3°                                               | Municipal Limeño                                 | 1                                                | 2                                                | 3                                                |   | 1° | FAS                                    | 1                                      | 1                                      | 2                                      |                                        |  |
|  |                                                  |                                                  |                                                  |                                                  |                                                  |   | 1° | FAS                                    | 1                                      | 1                                      | 2                                      |                                        |  |
|  |                                                  |                                                  | 2°                                               | Águila                                           | 1                                                | 2 | 3  |                                        |                                        |                                        |                                        |                                        |  |
|  | 2°                                               | Águila                                           | 2°                                               | Águila                                           | 1                                                | 2 | 3  | 1                                      | 2                                      | 3                                      |                                        |                                        |  |
|  | 2°                                               | Águila                                           |                                                  |                                                  |                                                  |   |    | 1                                      | 2                                      | 3                                      |                                        |                                        |  |
|  | 4°                                               | Luis Ángel Firpo                                 | 1                                                | 1                                                | 2                                                |   |    |                                        |                                        |                                        |                                        |                                        |  |
|  | 4°                                               | Luis Ángel Firpo                                 | 1                                                | 1                                                | 2                                                |   |    |                                        |                                        |                                        |                                        |                                        |  |
|  |                                                  |                                                  |                                                  |                                                  |                                                  |   |    |                                        |                                        |                                        |                                        |                                        |  |

### Final

#### Ida
| 24 de junio de 2001 | FAS        | 1 - 1 | Águila    | Estadio Flor Blanca, San Salvador |                                |
|                     | Burgos 74' |       | 45' Nunes | Asistencia: 5 102 espectadores    | Asistencia: 5 102 espectadores |

#### Vuelta
| 30 de junio de 2001 | Águila                   | 2 - 1 (Global 3 - 2) | FAS        | Estadio Flor Blanca, San Salvador |                                 |
|                     | Nunes 43' · Martínez 69' |                      | 51' Bentos | Asistencia: 20 000 espectadores   | Asistencia: 20 000 espectadores |

|                            |
| Campeón Águila 13.° título |